# X-18 (航空機)
X-18
地上で試験を行うX-18
- 用途：実験機
- 分類：垂直離着陸機
- 製造者：ヒラー・エアクラフト
- 運用者：アメリカ空軍
- 初飛行：1959年11月24日
- 生産数：1機

X-18はアメリカ合衆国のヒラー・エアクラフト(Hiller Aircraft Corporation)社が開発した実験用S/VTOL機。VTOL方式はティルトウイングによるものであり、1機が生産された。

## 概要

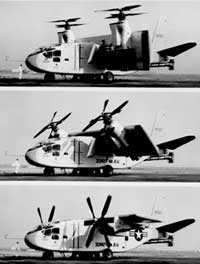
主翼向き変更の連続写真

アメリカ空軍からの発注により、1955年から開発が開始された。開発期間の短縮のために、機体はC-122輸送機の胴体部分を流用しており、エンジンについてもコンベア XFYやロッキードXFVと同じくターボプロップエンジンを用いている。
ティルトウイングであり、エンジンが取り付けられた主翼は、90度上向きにすることができる。それにより、推力を直下方にむけVTOLを行う。主翼にはターボプロップエンジンが2基装備され、二重反転方式3翅のプロペラが用いられていた。この他、低速時のピッチ制御用に尾部にターボジェットエンジン1基を装備していた。
1957年からは、模型による風洞試験が行われていた。その後、1959年11月24日に初飛行している。その後、エドワーズ空軍基地を中心に試験飛行を行った。1961年7月の20回目の試験飛行の際に、ホバー状態に移行する際にきりもみに陥り、墜落はしなかったものの、飛行試験は中止された。その後は地上試験により、ティルトウイング機の特性の調査が行われ、1964年1月18日に計画は終了、機体はスクラップにされた。なお、X-18は遷移飛行や垂直離着陸には成功していない。
X-18により、ティルトウイング機においては、左右のエンジンの同調が重要であること、低速時における風の影響を受けやすいことなどが判明し、XC-142やV-22の開発に活かされた。

## 要目
- 全長：19.2m
- 全幅：14.6m
- 全高：7.5m
- 最大速度：407km/h=M0.33
- エンジン：アリソンT-40ターボプロップエンジン（5,500軸馬力）2基、ウエスチングハウスJ34ターボジェット（15.2KN)1基